# Talayotisches Haus von Biniparratx Petit
Das Talayotische Haus von Biniparratx Petit (auch Biniparratxet Petit) ist ein prähistorisches Wohngebäude auf der Baleareninsel Menorca. Das eisenzeitliche Bauwerk stammt aus dem 4. Jahrhundert v. Chr. und wird der spät- oder posttalayotischen Phase der Talayot-Kultur zugerechnet. Es wurde 1995 am südlichen Ende der Rollbahn des Flughafens Menorca ausgegraben und an seinen heutigen Standort in der Grünanlage vor dem Flughafengebäude transloziert.

## Beschreibung

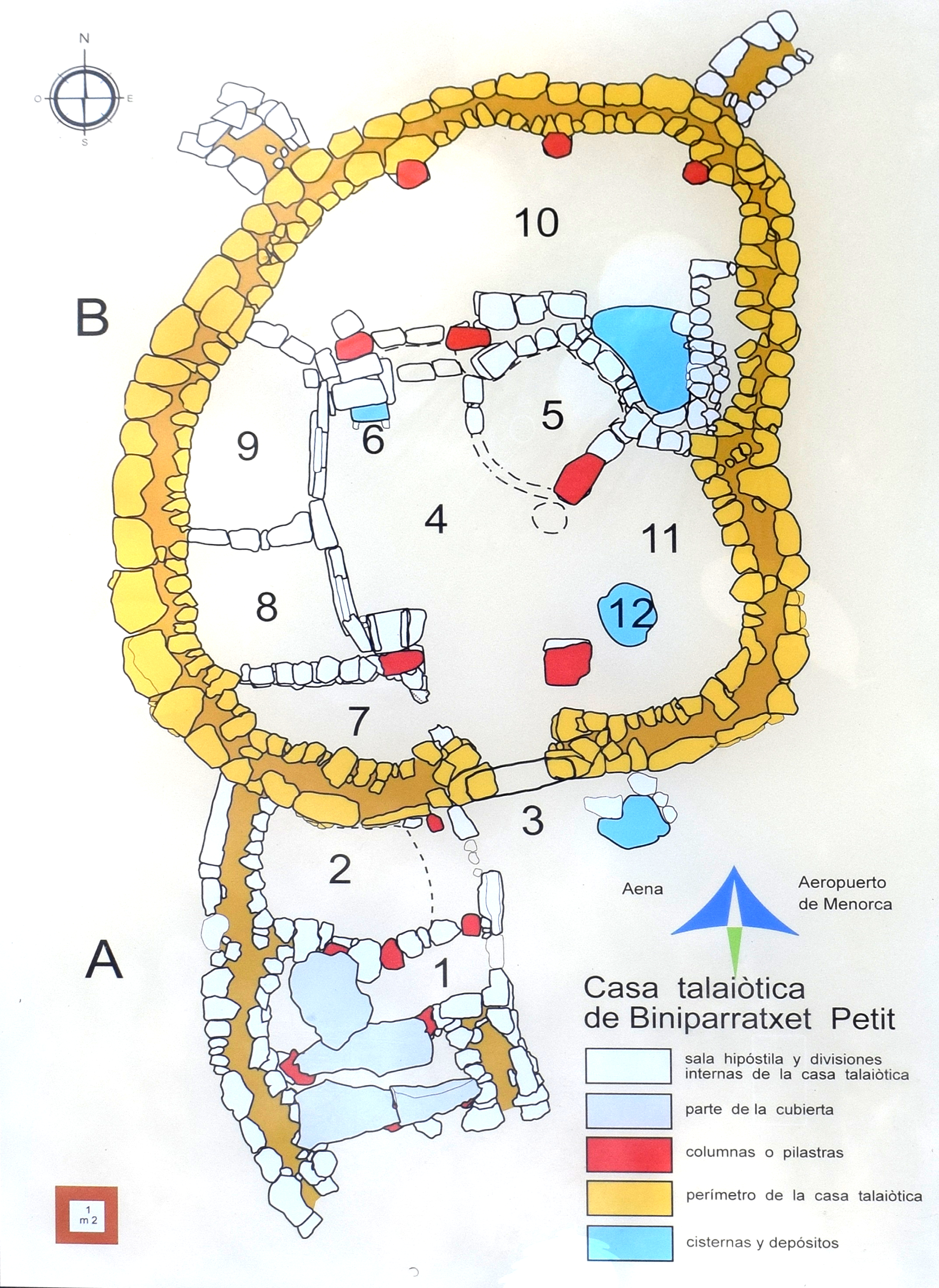
Schematischer Grundriss
A – Hypostyl
B – Rundhaus

Das Haus ist ein Rundbau mit Innenhof und einem neben dem Eingangstor angefügten Nebengebäude. Dieser auch als Cercle (katalanisch Kreis) bezeichnete Gebäudetyp ist charakteristisch für die spättalayotischen Siedlungen Menorcas und wird ausschließlich auf dieser Insel gefunden. Alle gefundenen Cercles sind einander in Größe, Form und Raumaufteilung sehr ähnlich. Es handelt sich um fensterlose runde Gebäude, die von einer doppelwandigen Mauer begrenzt werden. Nach außen ist die Mauer aus großen flachen Steinblöcken zusammengefügt. Die Innenwand besteht dagegen aus deutlich kleineren Steinen. Der Raum zwischen den Wänden ist mit Schutt und Erde aufgefüllt. Die Gesamtfläche des Talayotischen Hauses von Biniparratx Petit beträgt 128 m². Davon waren aber nur 63 m² nutzbar, der Rest der Fläche entfällt auf die doppelte Außenwand und die Trennwände im Inneren.
Der einzige Zugang zum talayotischen Haus ist das Eingangstor im Süden (3), neben dem sich – noch außerhalb – eine Zisterne befindet. Die Türpfosten werden jeweils von drei übereinander gestapelten großen Steinen gebildet. Darüber liegt ein quaderförmiger Monolith als Türsturz. Durch das Tor wird der offene Innenhof (4) betreten, um den die Räume des Hauses radial angeordnet sind. Der Hof wird von fünf frei stehenden Säulen begrenzt, die einst das Dach trugen und an denen die Trennwände zwischen den einzelnen Räumen ansetzen. Der nordöstliche Teil des Hofs wird von einer halbkreisförmigen Wand eingeschlossen und enthält die Feuerstelle (5). In der nordwestlichen Ecke befindet sich eine kleine Zisterne (6). Bei dieser kann es sich aber auch um eine Art Hausaltar gehandelt haben, da an ihrem Grund mehrere Teile eines Opferbechers gefunden wurden.
Der größte Raum (10) befindet sich im Norden des Hauses. Er liegt aufgrund des natürlichen Gefälles des Untergrunds etwas höher als die anderen Räume und wird über drei Stufen betreten. An seiner Außenwand befinden sich drei Pilaster. Im entferntesten Winkel im Osten des Raums befindet sich eine größere Vertiefung im Boden – entweder eine Zisterne oder ein Speicher. Laut Informationstafel könnte es sich um einen Arbeitsraum gehandelt haben, in ähnlichen Cercles anderer Fundstätten gibt es aber auch Hinweise darauf, dass der große nördliche Raum als Schlafraum oder als Aufbewahrungsort für Lebensmittel gedient haben könnte.
Wenn der nördliche Raum ein Arbeitsraum war, so dienten wohl die Räume 8 und 9 westlich des Innenhofs zum Schlafen. Funde in anderen Cercles weisen sie als Lagerräume oder kleine Werkstätten aus. Aussparungen in den Türpfosten zeigen, dass die Eingänge durch Türen verschlossen werden konnten. Der schmale Raum (7), der sich südlich anschließt, war sicher ein Lagerraum. Der Raum (11) auf der Ostseite des Hauses enthält eine Abfallgrube für Aschereste (12). Er hatte möglicherweise die Funktion eines Versammlungsraums oder Speisezimmers.
Links vom Eingang ist ein Hypostyl direkt an die Außenmauer des Hauses gebaut. Es handelt sich um einen charakteristischen Gebäudetyp der Talayot-Kultur, der häufig als Anbau posttalayotischer Rundhäuser, aber auch auf freiem Feld außerhalb der Siedlungen stehend (wie Es Galliner de Madona) zu finden ist. Anders als die Cercles, die von einem Dach aus Ästen, Ton und kleinen Steinen bedeckt waren, besitzt ein Hypostyl eine Decke aus großen flachen Steinplatten, die auf Pilastern und polylithischen Säulen ruhen. Das Hypostyl des Hauses von Biniparratx Petit besitzt noch vier der originalen Deckenplatten. In seinem Inneren sind fünf Pilaster und drei Säulen erhalten. Das Gebäude nimmt bei einer Nutzfläche von 12 m² ein Areal von 35 m² ein. Ursprünglich bestand es aus nur einem Raum. Die heutige Zwischenwand wurde im 1. Jahrhundert v. Chr. eingezogen. Man nimmt an, dass Hypostyloi Getreidespeicher waren.

Ansichten
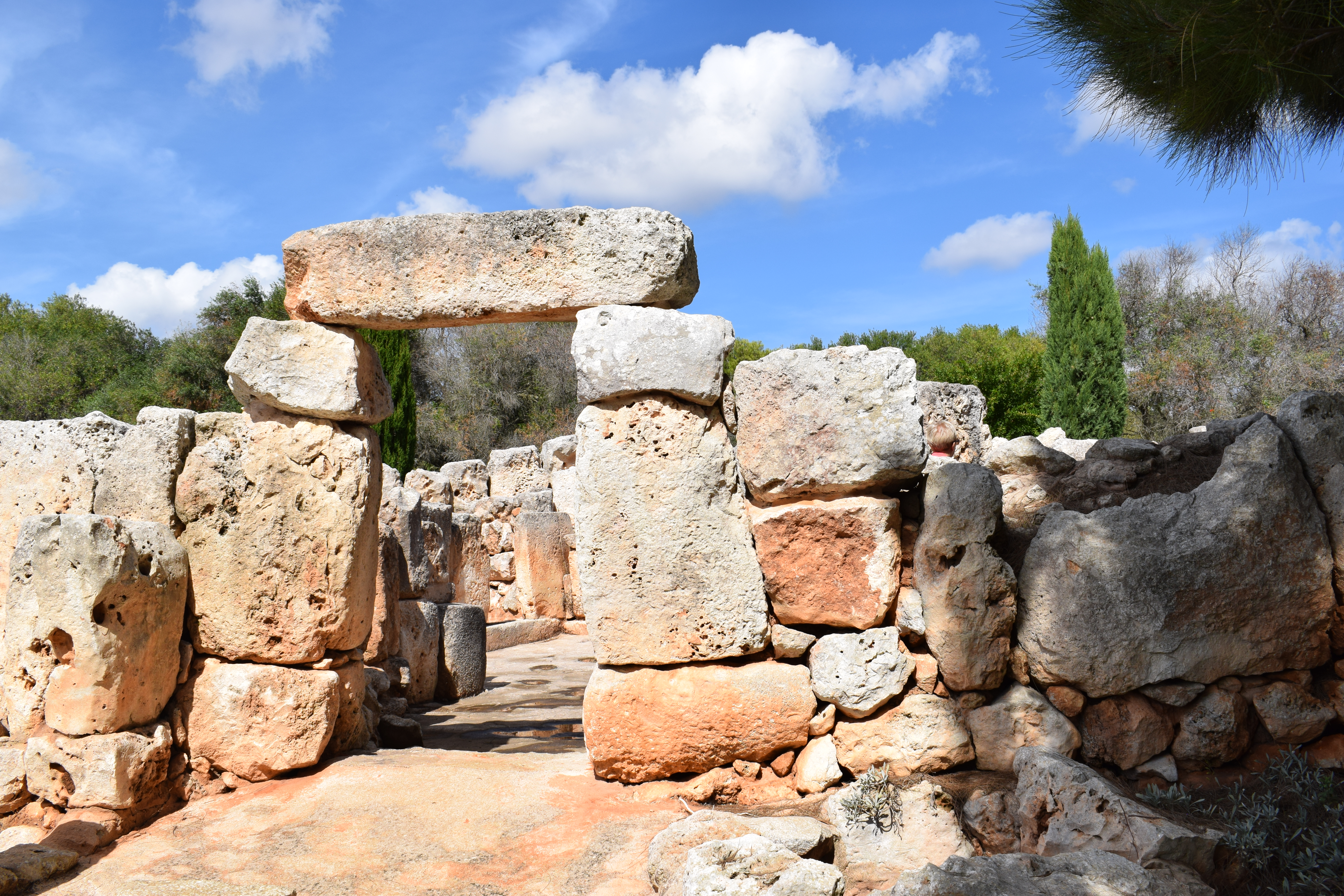
Eingangstor
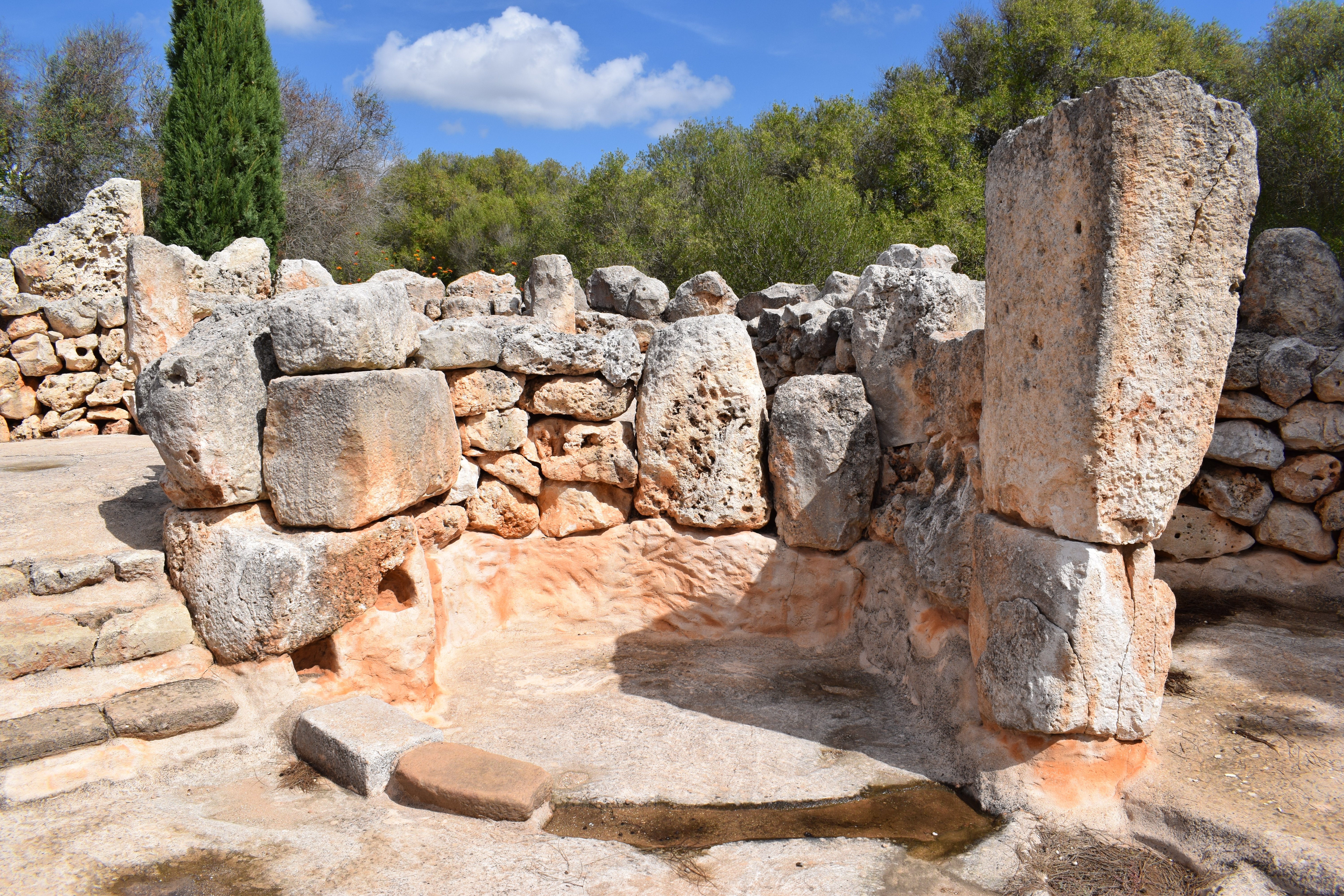
Feuerstelle im Innenhof
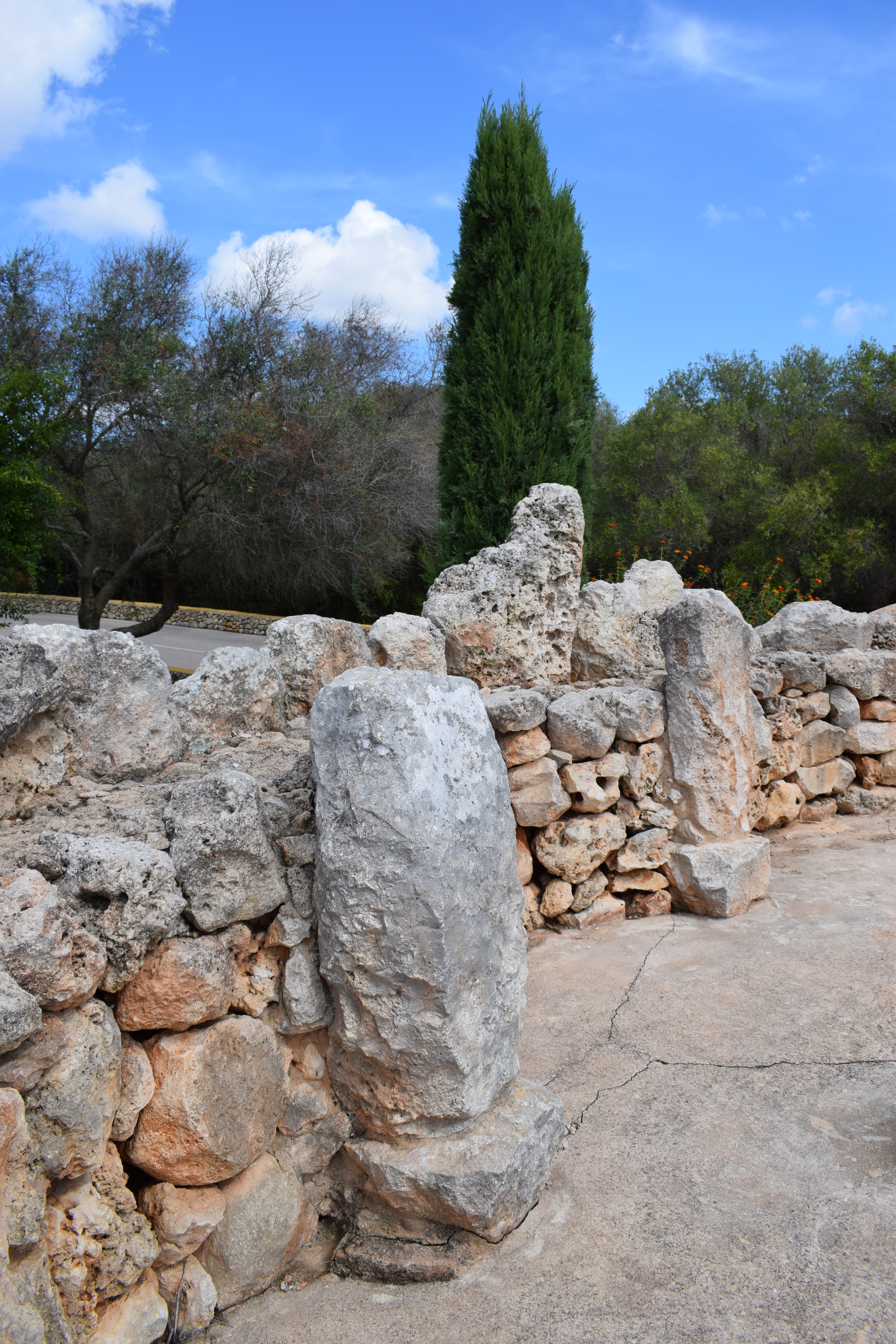
Pilaster im nördlichen Raum
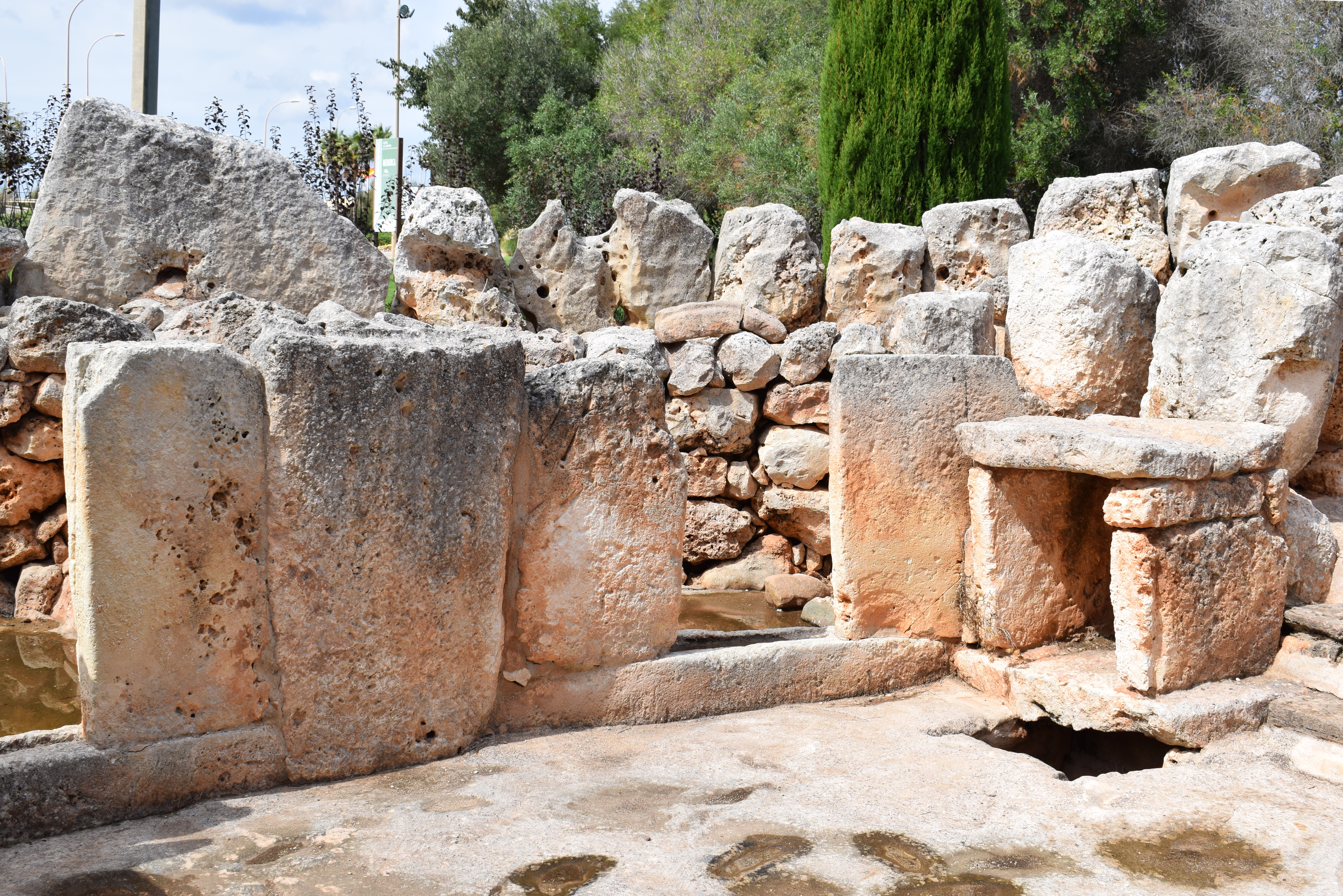
Westseite des Innenhofs mit den Eingängen in die Räume 8 und 9, rechts vielleicht ein Hausaltar
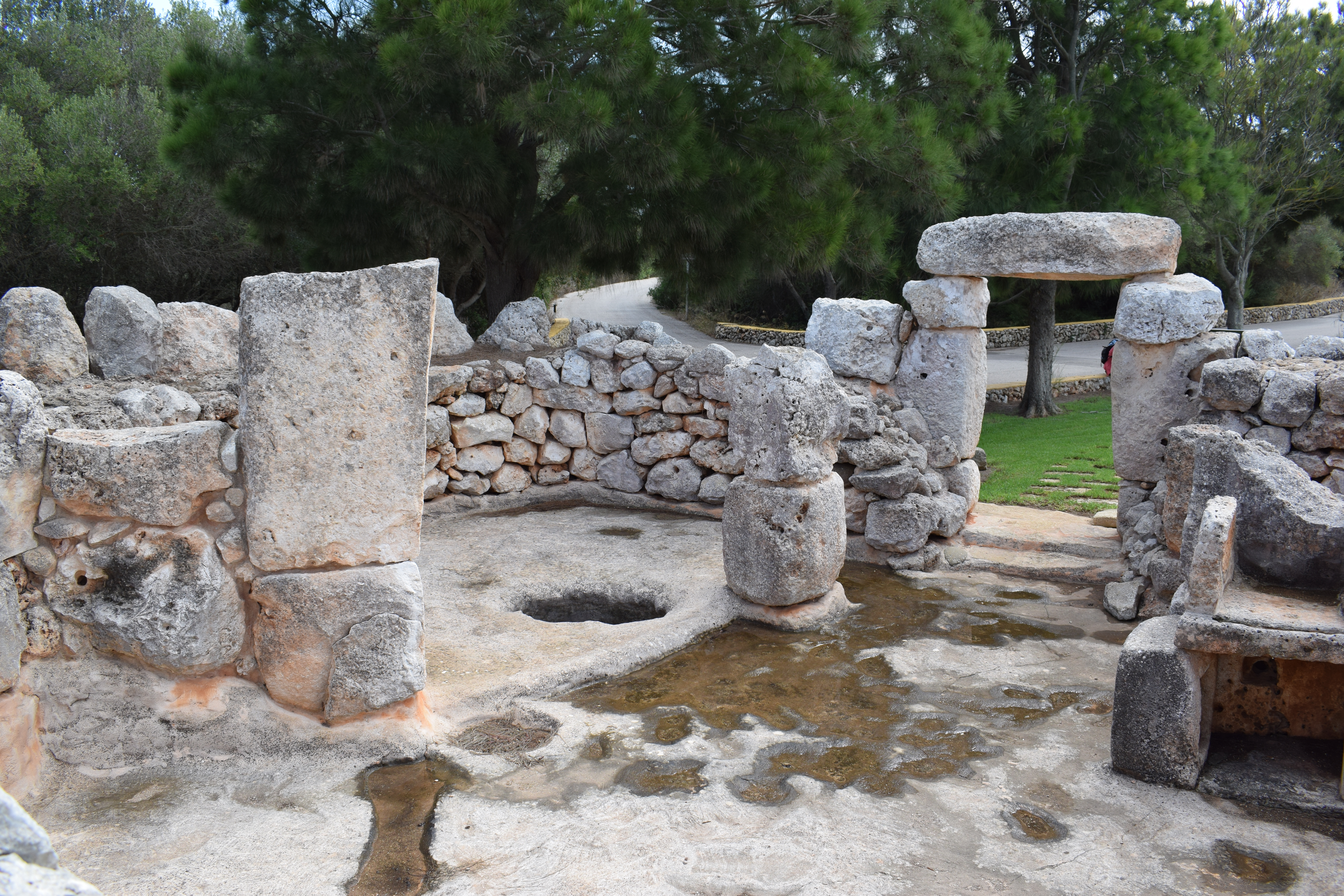
Ostseite des Innenhofs: Blick in Raum 11 mit Abfallgrube
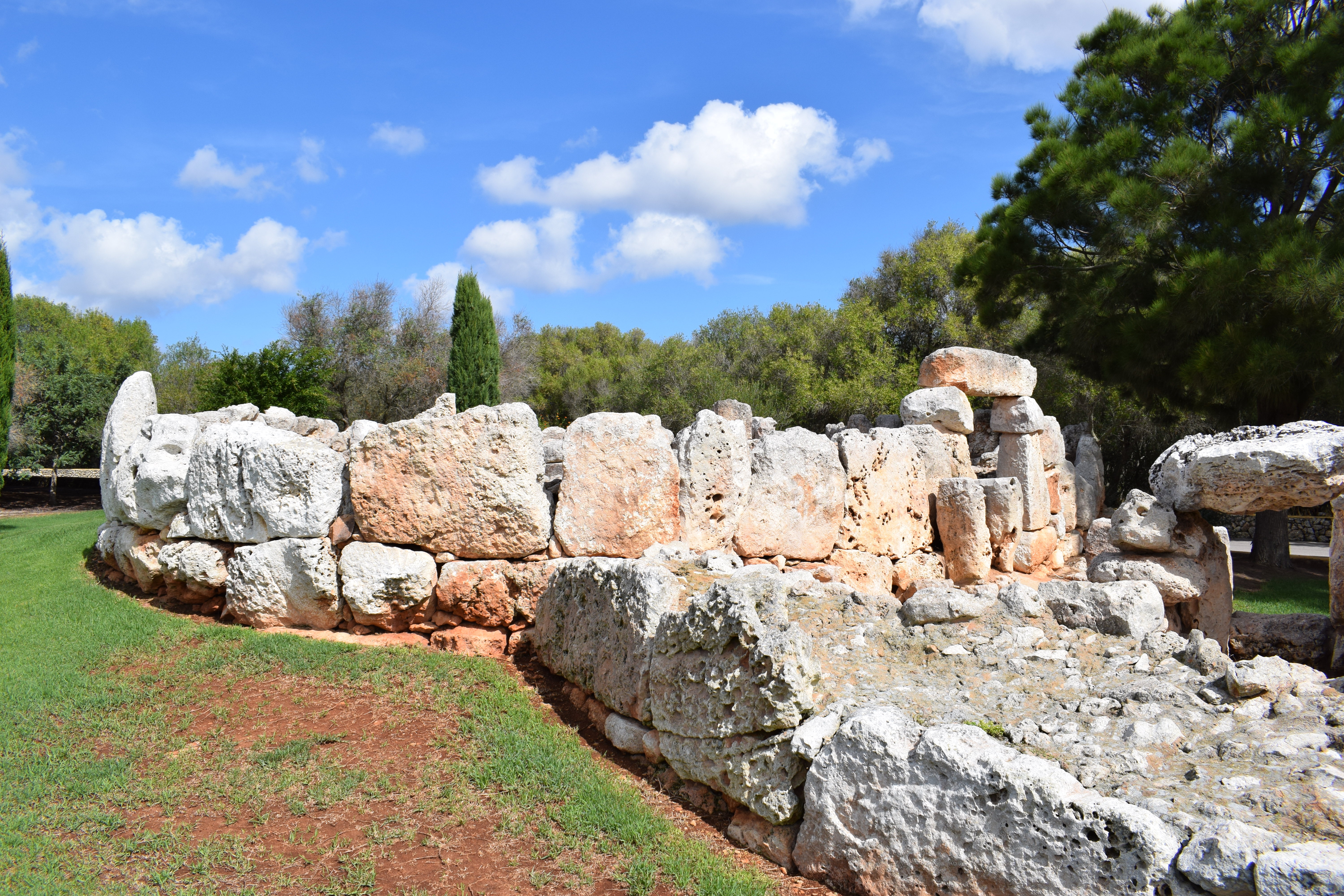
Megalithische Außenmauern des Hauses
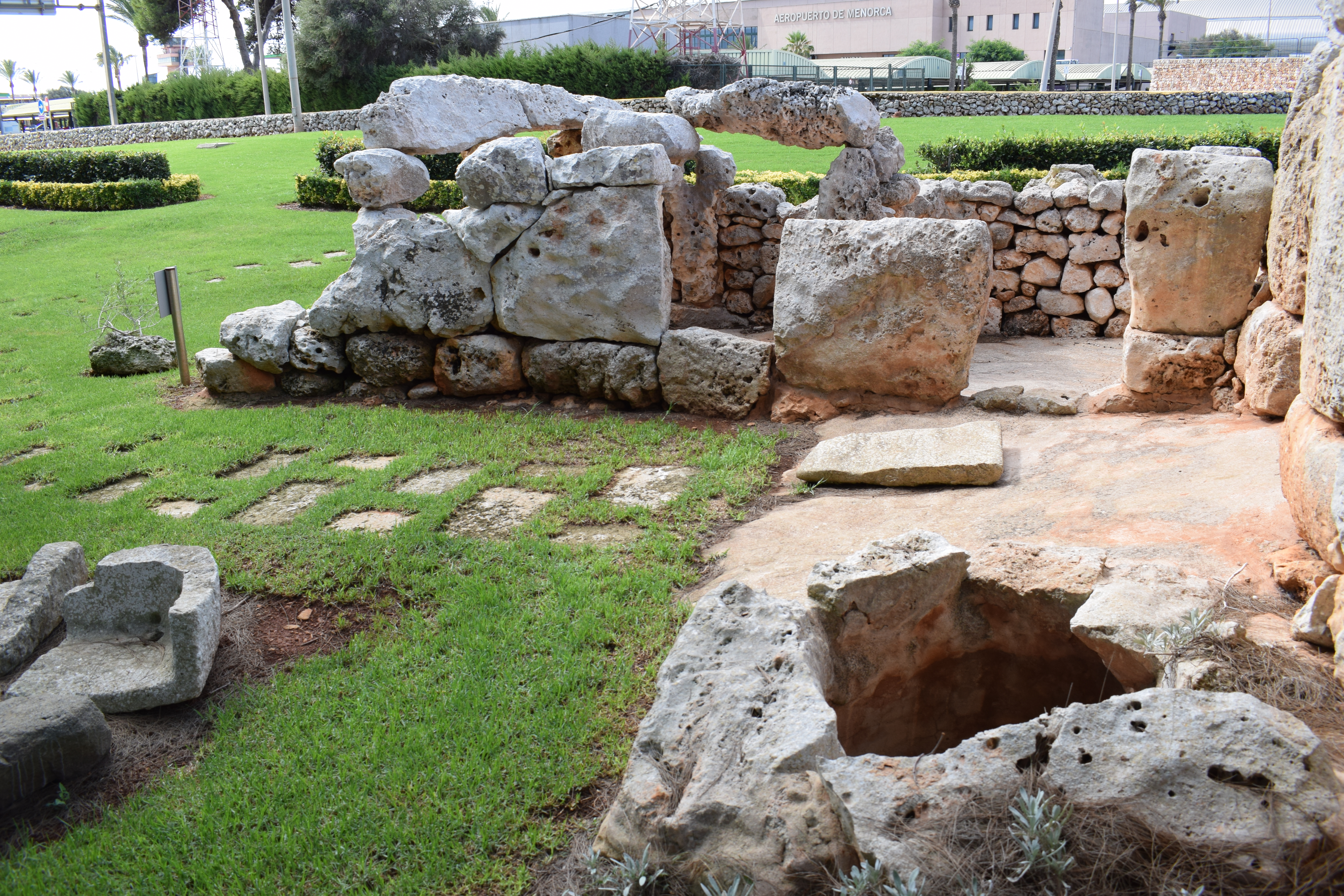
Blick auf das Hypostyl von Osten, vorn eine Zisterne

## Grabungsgeschichte
Menorca besitzt ein umfangreiches archäologisches Erbe. Auf einer Fläche von etwa 700 km² befinden sich über 1500 Fundstätten, von denen etwa 1400 als Bien de Interés Cultural gesetzlich geschützt sind. 1964 beeinträchtigte oder zerstörte der Bau des Flughafens Menorca einige der Fundstätten aus prähistorischer Zeit. Im Süden überlappt das Flughafengelände mit der prähistorischen Siedlung von Biniparratx Petit. Diese im Westen der Gemeinde Sant Lluís auf einer Höhe von 77 m und etwa 2,3 km vom Meer entfernt liegende archäologische Fundstätte steht seit 1966 unter Denkmalschutz. Das auffälligste Bauwerk der Siedlung ist ein Talayot – eine turmartige Struktur, deren Funktion noch nicht vollständig aufgeklärt ist. Südlich davon führte Maria Lluïsa Serra (1911–1967) 1967 eine erste Grabung durch. Die Ergebnisse wurden nicht publiziert, aber einige Fundstücke in den Sammlungen des Museu de Menorca, die Biniparratx Petit zugeordnet werden, stammen wahrscheinlich aus dieser Grabung.
Als in den 1990er Jahren der Sicherheitsbereich am südlichen Ende der Rollbahn erweitert wurde, drohten Teile der ehemaligen Siedlung zerstört zu werden. Der Flughafenbetreiber Aena einigte sich mit der Kommission für Denkmalschutz (Comisión del Patrimonio Histórico-Artístico) und den verantwortlichen Organen des Inselrats (Consell Insular de Menorca) darauf, die Auswirkungen der Baumaßnahmen auf die archäologische Fundstätte untersuchen zu lassen und gegebenenfalls Maßnahmen zu deren Schutz zu ergreifen. 1993 führte Joan C. de Nicolás Mascaró eine archäologische Sondierung des betroffenen Geländes durch. Schon vor der Beseitigung der dichten Vegetation war 20 m westlich des Talayots und etwa 100 m nördlich von Serras früherem Grabungsgelände eine monolithische Säule zu erkennen, die eine Deckenplatte stützte. Es zeigte sich, dass sie nur der sichtbare Teil eines vergleichsweise gut erhaltenen fast kreisförmigen Wohnhauses war, an deren äußerer Wand sich die Reste eines Hypostyls befanden.
Die Ausgrabung – erneut von Joan C. de Nicolás Mascaró ausgeführt – fand von Mitte Januar bis Ende April 1995 statt. Obwohl die Arbeiten sich auf das talayotische Haus konzentrierten, wurde eine doppelt so große Fläche – insgesamt 362 m² – freigelegt, um auch seine Verbindung zu anderen Strukturen der Siedlung zu untersuchen, mit denen es einst eine Einheit gebildet hatte. Die Grabung lieferte eine große Anzahl an Haustierknochen und Muschelschalen, die Hinweise auf die Ernährung der ehemaligen Bewohner gaben. Außerdem wurden zahlreiche Scherben keramischer Gefäße aus verschiedenen Phasen der Besiedlung gefunden. Obwohl keine Radiokarbonanalyse durchgeführt wurde, kann anhand der Keramik eine Altersbestimmung vorgenommen werden. Demnach war das Haus zunächst vom 4. bis zum 3. Jahrhundert v. Chr. bewohnt, wurde dann aber verlassen. Im 2. Jahrhundert v. Chr. setzte eine zweite Nutzungsperiode ein. Diese dauerte bis zur römischen Eroberung der Balearen im Jahr 123 v. Chr. Zumindest Teile des Hauses wurden vom 1. Jahrhundert v. Chr. bis zum 1. Jahrhundert n. Chr. erneut genutzt.
Um sowohl den Erfordernissen des Denkmalschutzes wie den Interessen des Flughafenbetreibers zu entsprechen, wurde entschieden, das Haus an einen neuen Standort zu versetzen. Die Wahl fiel auf eine Grünfläche gegenüber der Ausfahrt vom Parkplatz des Flughafens. In Vorbereitung der Rekonstruktion des Hauses wurde eine genaue Vermessung der Fundstelle vorgenommen und alle Steine nummeriert. Der unebene Untergrund des Hauses wurde am neuen Standort durch ein Betonfundament nachgebildet. Nach dem Transport der zum Teil mehrere Tonnen schweren Steine an den Aufstellungsort wurde das Haus im Sommer 1995 originalgetreu rekonstruiert.